# Ложные выводы
«Ложные выводы» (яп. 虚構推理 Кёко: суири), также известная как Invented Inference и In/Spectre — манга с иллюстрациями Тясиба Катасэ на основе японского романа 2011 года Invented Inference: Steel Idol Nanase Кё Сиродайры. Манга выходит с апреля 2015 года в журнале Shōnen Magazine R издательства Kodansha и с декабря 2019 года — в журнале Monthly Shōnen Magazine.
С 11 января по 28 марта 2020 года состоялся выход аниме-сериала студии Brain's Base, основанного на манге.

## Сюжет
Произведение повествует о Котоко Иванаге, которая в детские годы столкнулась с невероятным кошмаром, который сделал из неё мощного медиума. Однажды в 11 лет она была унесена ёкаями, мифическими существами, наделёнными сверхъестественными способностями. Они предложили ей роль богини мудрости, что позволило бы стать посредником между людским и потусторонним мирами. Взамен ёкаи забрали у неё правый глаз и левую ногу. Спустя шесть лет в жизни Котоко происходит серьёзная перемена, связанная с молодым человеком по имени Куро Сакурагава, студентом колледжа, который недавно расстался со своей девушкой. Котоко понравился парень, и  она решила, что стоит узнать его поближе. Довольно скоро она приходит к выводу, что парень вовсе не такой уж обычный, каким казался на первый взгляд. Котоко предлагает Куро присоединиться к ней в качестве напарника, чтобы заниматься расследованиями дел со сверхъестественным характером. По мере развития их дружбы усложняются и приключения, в которые они вовлекаются все чаще.

## Персонажи
Котоко Иванага (яп. 岩永 琴子 Иванага Котоко) — девочка, в детстве похищенная ёкаями, которые сделали из неё медиума между мирами духов и людей.
Сэйю: Акари Кито
Куро Сакурагава (яп. 桜川 九郎 Сакурагава Куро:) — единственный выживший в ходе многолетнего эксперимента почившего главы клана Сакурагавы по получению сил двух ёкаев, дарующих молодость, бессмертие и предвидение. Из-за истязаний обезумевшей бабушки, лишился чувства боли.
Сэйю: Мамору Мияно

## Медиа

### Роман
В 2011 году был выпущен роман Invented Inference: Steel Idol Nanase Кё Сиродайрой с иллюстрациями Хиро Кёхары под импринтом Kodansha Novels издательства Kodansha, который лёг в основу последующих произведений. Начиная с 2018 года автор продолжил выпускать историю, но уже под импринтом Kodansha Taiga и с иллюстрациями Тясибы Катасэ.

### Манга
Манга — адаптация Тясибы Катасэ публикуется с апреля 2015 года в журнале Shōnen Magazine R. В октябре 2019 года издательство Kodansha сообщило об остановке печати журнала и переходе его только в цифровой формат, а также продолжении выхода манги как в цифровой версии жернала, так и в печати в журнале Monthly Shōnen Magazine с 6 декабря 2019 года.

### Аниме
14 января 2019 года было объявлено об экранизации манги, которой занялась студия Brain's Base, режиссёром стал Кэйдзи Гото, сценарий написал Нобору Такаги. Uso to Chameleon исполнили начальную музыкальную тему «Mononoke in the Fiction», а Мамору Мияно — завершающую «Last Dance».
Премьерный показ аниме прошёл с 11 января по 28 марта 2020 года на каналах TV Asahi, MBS и BS-NTV.
26 ноября 2020 года было заявлено о планах выпустить второй сезон аниме Основные сотрудники останутся на своих местах, кроме Такатоси Хонды, которого сменит Кэнтаро Мацумото на должности дизайнера персонажей и главного режиссёра анимации. Изначально выход сезона был запланирован на октябрь 2022 года, но позже был отложен до января 2023 из-за «различных обстоятельств».

## Критика
Общий тираж манги составляет более 2 млн экземпляров. В 2018 году она была номинирована на награду «Лучшая сёнэн манга» на 42-й ежегодной премии манги Kodansha.

## Примечание
1. 1 2 3 4  In/Spectre Supernatural Mystery Gets TV Anime by Brain's Base. Anime News Network (14 января 2019). Дата обращения: 14 января 2019. Архивировано 28 марта 2019 года.
2. ↑  Сиродайра Ке, Катасэ Тясиба. Ложные выводы. Том 1. — Фантастика Книжный Клуб, 2020. — ISBN 978-5-91878-426-6.
3. ↑  Jennifer Sherman. Crunchyroll Adds Are You Lost?, Magical Sempai, To the Abandoned Sacred Beasts Anime (англ.). Anime News Network (17 мая 2019). Дата обращения: 7 октября 2010. Архивировано 16 сентября 2019 года.
4. ↑  Pineda, Rafael Antonio. In/Spectre Manga to Also Serialize in Monthly Shonen Magazine. Anime News Network (18 октября 2019). Дата обращения: 18 октября 2019. Архивировано 6 октября 2022 года.
5. ↑  Pineda, Rafael Antonio. Shōnen Magazine R Switches to Digital-Only, New Monthly Schedule. Anime News Network (18 октября 2019). Дата обращения: 18 октября 2019. Архивировано 7 июня 2021 года.
6. ↑  「人馬」の墨佳遼が次号月刊少年マガジンに登場、「虚構推理」は3媒体での連載に (яп.). Natalie. Natasha, Inc. (6 декабря 2019). Дата обращения: 14 октября 2020. Архивировано 6 октября 2022 года.
7. ↑  Mamoru Miyano Performs In/Spectre Anime's Ending Theme Song. Anime News Network (5 июля 2019). Дата обращения: 5 июля 2019. Архивировано 8 ноября 2020 года.
8. ↑  In/Spectre TV Anime's 3rd Promo Video Previews Mamoru Miyano's Ending Theme. Anime News Network (4 января 2020). Дата обращения: 4 января 2020. Архивировано 27 февраля 2020 года.
9. ↑  In/Spectre Anime Reveals TV Ads, More Cast, January 11 Premiere. Anime News Network (21 ноября 2019). Дата обращения: 21 ноября 2019. Архивировано 16 января 2020 года.
10. ↑  Pineda, Rafael Antonio. In/Spectre Anime Gets 2nd Season. Anime News Network (26 ноября 2020). Дата обращения: 26 ноября 2020. Архивировано 6 октября 2022 года.
11. ↑  .Frye, Patrick. In/Spectre Season 2 release date: Kyokou Suiri Season 2 confirmed. Monsters and Critics (26 ноября 2020). Дата обращения: 27 ноября 2020. Архивировано 6 октября 2022 года.
12. ↑  Pineda, Rafael Antonio. In/Spectre Anime Season 2 Reveals More Cast, October Premiere. Anime News Network (3 марта 2022). Дата обращения: 3 марта 2022. Архивировано 4 марта 2022 года.
13. ↑  Hodgkins, Crystalyn. In/Spectre Anime Season 2 Delayed to January 2023. Anime News Network (2 мая 2022). Дата обращения: 2 мая 2022. Архивировано 6 октября 2022 года.